# José Luis García López
José Luis García López   (Lalín, 26 de març de 1948) també transcrit com José Luis García-López, és un dibuixant de còmic d'origen espanyol que treballa per al mercat nord-americà, sobretot per DC Comics. Les seves obres més destacades són Atari Force, Cinder and Ashe, Road to Perdition, Deadman o New Teen Titans.

## Obra
El seu treball en comic books, tant pàgines interiors com portades, inclou:

### DC
- Action Comics  # 448, # 451, # 469-471, # 475, # 480-482, # 484, # 487-488, # 494-495, (Phantom Stranger) # 623, 641 (1988-1989)
- Adventure Comics  (Vigilant): # 442; (Deadman): # 462-463, 465-466 (1975-1979)
- All-New Collectors 'Edition' '(Superman vs. Wonder Woman) # C-54 (1978)
- All-Star Western , vol. 3, # 10 (2012)
- Atari Force , vol. 2, # 1-3, 7-8, 9-12 (1984)
- Batman  # 272 (1976), 336-337, 353 (1981-82)
- Batman Confidential  # 26-28 (2009)
- Batman Family  (Robin & Batgirl team-up) # 3 (1976)
- Batman: Gotham Knights  (Batman: Black & White) # 10 (2000)
- Batman: Reign of Terror , novel·la gràfica (1999)
- Brave and the Bold  # 164, 171 (1980-81)
- Cinder and Ashe , minisèrie, # 1-4 (1988)
- DC Comics Presents  # 1-4, 17, 20, 24, 31, 41 (1978-1982)
- DC Graphic Novel  (Star Raiders) # 1 (1983)
- DC Special: The Return of Donna Troy , minisèrie, # 1-4 (2005)
- DC Special Sèries  ( Kid Flash) # 11; (Legió de Superherois) # 21; (Batman vs The Incredible Hulk) # 27 (format tabloide) (1978-1981)
- DC Universe: Legacies , sèrie limitada, # 3-4 (2010)
- Deadman , minisèrie, # 1-4 (1986)
- Deadman , minisèries, # 5-6 (2002)
- Detectiu Comics  (Batman): # 454, 458-459; (Hawkman): # 452, 454-455 (1975-76); (Elongated Man): # 500 (1981)
- Dr. Strangefate , (Amalgam Comics) (1996)
- Green Lantern , vol. 2, Annual # 3 (1987)
- Hawkman , vol. 4, # 18 (2003)
- Hercules Unbound  # 1-6 (1975-76)
- Heroes Against Hunger  (2 pàgines, al costat d'altres artistes) (1986)
- House of Secrets  ( Abel) # 154 (1978)
- JLA: Classified  # 16-21 (2006)
- Joker  # 4 (1975)
- Jonah Hex  # 1-4, 10, 32, 73 (1977-1983)
- Just Imagine Stan Lee creating Green Lantern  (història de suport) (2001)
- Legion of Super-Heroes , vol. 2, # 55 (al costat d'altres artistes) (1988)
- Many Worlds of Tesla Strong , one-shot (al costat d'altres artistes) (2003)
- New Teen Titans , vol. 2, # 7-11 (1985)
- Road to Perdition , minisèrie, # 1-3 (2003)
- Realworlds: Superman , one-shot (2000)
- Secret Origins  (Phantom Stranger) # 10 (1987)
- Showcase '94  (New Gods) # 1 (1994)
- The Spirit , vol. 2, # 17 (2011)
- Superman  (Superman): # 301-302, 307-310, 347; (Mr. Mxyzptlk): # 351 (1976-1980)
- Superman , vol. 2, # 104-105 (1995)
- Superman, Inc  (Elseworlds) (1999)
- Superman: Kal  (Elseworlds) (1995)
- Tarzan  # 250-255 (1976)
- Twilight , minisèrie, # 1-3 (1990)
- Wednesday Comics  (Metall Men) # 1-12 (2009)
- Weird War Tals  # 41, 44, 108 (1975-1982)
- Weird Western Tals  (Jonah Hex) # 32-33, 38 (1976-1977)
- Wonder Woman , vol. 2, Annual # 1 (al costat d'altres artistes) (1988)
- World 's Finest Comics' '(Superman and Batman) # 244, 255, 258 (1977-79)

### Altres editors
- Boris Karloff Tals of Mystery  # 64-65 (Gold Key, 1975)
- Career Girl Romanços  # 71 ( Charlton, 1972)
- Ghostly Tals  # 77, 79, 146 (Charlton, 1969-1970, 1980)
- Grimm 's Ghost Stories' '# 24-25 (Gold Key, 1975)
- Just Married  # 68-69, 71-74 (Charlton, 1969-70)

## Premis
- 1990: Premi Haxtur a "La Millor Historieta Llarga", per  Cinder i Ashe  al Saló Internacional del Còmic del Principat d'Astúries.
- 1992: Nomenat al Eisner Award com a "Millor Artista", per Twilight.[3]
- 1996: Premi Haxtur al "Millor Dibuix", per  Superman Kal  al Saló Internacional del Còmic del Principat d'Astúries.
- 1997: Nomenat a "Millor dibuixant" dels Eisner Award, junt amb Kevin Nowlan, per Doctor Strangefate[4]
- 2007: Premi Haxtur al "Millor Dibuix" per "La dona hipòtesi / JLA classificat" al Saló Internacional del Còmic del Principat d'Astúries.
- 2008: Premi Haxtur a la "Millor Història Curta" per "Deadman. La mort i la donzella" al Saló Internacional del Còmic del Principat d'Astúries.
- 2011: Premi Haxtur al "Millor Dibuix" per "Batman confidencial: la tomba del Rei Tut" al Saló Internacional del Còmic del Principat d'Astúries.
- 2015: Premi Haxtur al "Autor que Estimem" al Saló Internacional del Còmic del Principat d'Astúries